# Amana (divisió administrativa)
L'amana (àrab: أمانة, amāna) és un terme àrab usat per a ‘alcaldia’ o ‘consell municipal’, especialment per a la de les capitals, com en els casos de Bagdad, Amman, la Meca o Sanà. A l'Aràbia Saudita tenen la condició d'amana els municipis que són capital de muhàfadha o governació. El cap d'una amana és l'amín, ‘alcalde’.